# GeenStijl
GeenStijl is een activistische Nederlandse actualiteitenwebsite. De site verzet zich tegen politieke correctheid. Sinds 1 november 2018 is de site eigendom van Marck Burema en Bart Nijman. GeenStijl is het geesteskind van Dominique Weesie en is als weblog opgericht in 2003. Sinds 1 januari 2024 is Bart Nijman geen eigenaar/redacteur meer. In december 2024 is Diane Beijer mede-eigenaar geworden.  

## Algemeen

### Geschiedenis
Dominique Weesie, Romke Spierdijk en Arne Biesma zijn de oprichters van het weblog. Alle drie waren destijds werkzaam als journalist bij De Telegraaf, de hoofdredactie van De Telegraaf was indertijd niet op de hoogte van het initiatief totdat dagblad Trouw enkele namen bekendmaakte. Tot rond 2005 liet GeenStijl zich voorstaan op de anonimiteit van zijn redactie. In de loop van dat jaar is de identiteit van enkele redactieleden bekend geworden.
De recht-voor-zijn-raap-aanpak van GeenStijl bestond aanvankelijk uit het plaatsen van felle, opiniërende items over actuele kwesties en personen en het bespotten van het amateurisme van andere websites. Daarna werden de onderwerpen algemener en gericht op nieuws, actualiteit en politiek. Het weblog had regelmatig primeurs, mede dankzij actieve 'reaguurders' (personen die onder een artikel reageren). Vanwege dit serieuze, soms semi-journalistieke karakter onderscheidde GeenStijl zich van andere weblogs die veelal gericht waren op trivia en humor.
Na een jaar meldde GeenStijl in april 2004 zich op te heffen. Op de website en in een persbericht werd gemeld dat dit was vanwege doodsbedreigingen aan de redactieleden. Later bleek dit argument een publiciteitsstunt (wat in de media bekritiseerd werd). In de zomer van 2004 maakte GeenStijl een herstart. Enkele maanden later was het weblog een week lang onbereikbaar vanwege een DDoS-aanval; GeenStijl diende daarover een klacht in bij het Ministerie van Justitie.
Onder de noemer "stijlloze promotie" plaatst GeenStijl advertorials. Op de Blognomics-conferentie van 2007 bracht Olger Smit van mediacommunicatiebureau OMD Worldwide dit naar buiten alsof het weblog versluierd reclame online plaatst. GeenStijl maakte verhuld reclame voor de PS3 op Gamert en Dumpert, en er verscheen een virale marketing van Kwik-Fit op GeenStijl.
Eind 2008 maakte GeenStijl bekend een publieke omroep te willen starten. Met de omroepvereniging PowNed moest de site voor 1 april 2009 50.000 leden hebben om de aspirantstatus binnen het omroepbestel te krijgen. In 2009 maakte GeenStijl dan ook bekend dat oprichter Dominique Weesie zou stoppen om zich te kunnen inzetten voor omroep PowNed. De Nederlandse Mediawet verbiedt overigens ook dat een omroep binding heeft met een commerciële partij.
Volgens metingen van onder andere de STIR is GeenStijl een van de populairste weblogs in Nederland. De populatie GeenStijl-bezoekers bestaat voor 70% uit mannen, jong en hoogopgeleid. Driekwart van hen is tussen de 25 en 35 jaar oud, volgens een onafhankelijk onderzoek uit 2009 door Stichting Internetreclame (STIR) waarbij GeenStijl was aangesloten.
Tot voor 1 november 2018 was de website eigendom van News Media, de uitgever van de websites Dumpert, Upcoming, Glamorama, Autobahn.eu en DasKapital. News Media is onderdeel van het in oktober 2015 opgerichte TMG Digital. In maart 2006 nam de Telegraaf Media Groep (TMG) een belang van 40% in het weblog en in augustus 2008 werd de TMG volledig eigenaar van GeenStijl.
Per 1 november 2018 ging GeenStijl verder als onafhankelijke website, nadat het in opspraak was gekomen wegens vrouwonvriendelijke berichtgeving en adverteerders de site begonnen te boycotten. Het bedrijf werd overgenomen door hoofdredacteur Marck Burema en adjunct Bart Nijman. Er zou niets voor zijn betaald, of zelfs geld meegegeven als startkapitaal.
Per 1 juli 2023 is Frank Tieskens de Hoofdredacteur van GeenStijl.nl en Diane Beijer de Uitgever.  
Per 1 januari 2024 is Bart Nijman vertrokken als redacteur/eigenaar. 
Veelvoorkomende onderwerpen zijn:
- excessief gedrag in de maatschappij, mishandelingen, rellen en schandalen
- politieke uitwassen
- religieuze uitwassen
- ondermaats of falend handelen van overheden in voornamelijk Nederland en Europa
- instanties met veelal een openbaar of alternatief karakter en gesubsidieerde instellingen

De stijl in de artikelen kenmerkt zich door sarcasme, directheid, openheid, felheid en het (bewust) afzien van politieke correctheid, journalistieke principes en nuance. Vanwege deze directheid werd GeenStijl in verschillende (traditionele) media daarom wel "vertegenwoordiger van onderbuikgevoelens" of "shock-log" genoemd. Het weblog kenmerkt zich verder door gebruik van achternamen en herkenbare foto's van verdachten die overduidelijk als dader in beeld zijn.

### Medewerkers
Hoofdredacteur is Marck Burema die onder het pseudoniem Pritt Stift schrijft. Mede-eigenaar Bart Nijman schreef onder de naam Van Rossem.   De drie oprichters Weesie, Biesma en Spierdijk schreven onder hun respectieve pseudoniemen Fleischbaum, Conedcone en Rombo. Tot 2010 vormde Ambroos Wiegers samen met Weesie de directie, hij schreef onder zijn pseudoniem Prof. Hoxha. Onder de voormalige vaste schrijvers zijn, of waren, verder Hans Jansen, Annabel Nanninga, Jan Roos, Jelte Sondij alias VanKoetsveld en Ebru Umar. Vaste videoreporters waren onder meer Rutger Castricum en Zimra Geurts. (Gast)columnisten voor GeenStijl en SpitsNieuws waren onder meer Harry van Bommel, Joost Eerdmans, Boris van der Ham, Luuk Koelman, P. Kouwes en Geert Wilders.

## Nevenactiviteiten
GeenStijl gaf bij Nieuw Amsterdam Uitgevers de boeken '2006 zuigt' (november 2006), 'Het Grote GeenStijl Vakansieboek' (juli 2007) en 'Het Grote GeenStijl Winterboek' (november 2007) uit.
GeenStijl maakte het programma 'Steengeyl' en zond dit uit op haar website Geenstijl.tv. Aanvankelijk zou GeenStijl samen met BNN het programma in 2007 maken. De netcoördinator van Nederland 3, Roek Lips, besloot echter de uitzendtijd ervan te verplaatsen naar 00:30 uur, waardoor GeenStijl en BNN besloten het programma te annuleren.
GeenStijl heeft tijdens het EK 2008 en de jaarwisseling van 2008-2009 ook filmpjes verzorgd voor Veronica als opmaat naar de omroep PowNed.
P3 was een gelegenheidsgroep van GeenStijl, bestaande uit de playmates Carlijn Carter, Marcella Nihof en Dorien Rose, die met het promoliedje P.O.W.N.E.D. in 2009 de nummer-1-positie bereikte in de Single Top 100 - louter op basis van verkochte legale downloads. Het idee was om het nummer na een week weer uit de lijst te laten verdwijnen (in de tweede en tevens laatste week stond het echter nog op nummer 74). Met de actie wilde GeenStijl het afgenomen belang van hitlijsten aantonen.
In juni 2020 begon GeenStijl met een nieuwsplatform genaamd NieuwNieuws. In juli 2020 kondigde Dennis Schouten aan dat hij als chef video bij NieuwNieuws aan de slag gaat. Op 1 mei 2021 heeft Dennis Schouten NieuwNieuws verlaten. Sinds 1 juli 2023 is NieuwNieuws geen onderdeel meer van GeenStijl en is ondergebracht bij een andere uitgever. 

## In het nieuws
- In januari 2004 kwam GeenStijl in de landelijke media doordat toenmalig Stivoro-directeur Trudy Prins bedreigingen ontving nadat op de website was te lezen dat Stivoro had gesjoemeld met cijfers over het aantal mensen dat in 2004 van plan zou zijn om te stoppen met roken. In 2007 plaatst GeenStijl en Dumpert advertenties van Stivoro en verwijdert in een artikel een hyperlink naar de affaire met Trudy Prins. GeenStijl krijgt hierop kritiek van andere blogs[20] en kritiek in de bezoekersreacties worden weggemodereerd.[21]
- In oktober 2005 meldde GeenStijl dat de winnaar van de AKO Literatuurprijs al vaststaat bij het vaststellen van de shortlist van genomineerden. De shortlist zou alleen dienen om de boekenverkoop te stimuleren. Volgens een geheim gehouden bron zou Tommy Wieringa de winnaar zijn. De bewering werd breed uitgemeten in de media, maar bleek later onjuist: Jan Siebelink won uiteindelijk de prijs.
- In mei 2006 verscheen er een artikel op GeenStijl over Rogier Havelaar, voorzitter van PerspectieF, de jongerenorganisatie van de ChristenUnie. Havelaar deed aangifte tegen GeenStijl vanwege de bezoekersreactie onder het artikel waarin stond "sterf gristenhond sterf". Het artikel leidde ertoe dat privéwebsites, verenigingen waaraan Havelaar verbonden was, zijn vrienden en hijzelf werden lastiggevallen.[22] Een rap op GeenStijl met de quote en een voicemailbericht van Havelaar leidde tot aandacht in de media over grenzen van het toelaatbare.[bron?]
- In maart 2007 werd GeenStijl bij de Raad voor de Journalistiek aangeklaagd wegens berichtgeving over een dodelijke steekpartij in Scheveningen. De klager en zijn gezin werden volgens hun advocaat als gevolg van de publicaties serieus bedreigd. Een klacht over publicatie van een filmpje van het incident werd afgewezen, de beeldkwaliteit daarvan zou te laag zijn waardoor hij niet herkenbaar was. GeenStijl publiceerde echter ook een link naar een herkenbare foto en de volledige naam van de klager. Gelet op de journalistieke verantwoordelijkheid heeft het weblog volgens de RvdJ daarmee grenzen van wat maatschappelijk aanvaardbaar is overschreden.
- In april 2007 werden GeenStijl-reporter Rutger Castricum en zijn cameraman in hechtenis genomen wegens het "zonder hun toestemming filmen van dames onder hun rok" in een parkeergarage in Heerhugowaard. GeenStijl wilde ermee aantonen dat de open trappen niet deugen en dat de gemeente er geen maatregelen tegen neemt. Na een aanvankelijke dagvaarding zag het Openbaar Ministerie vervolgens toch af van een rechtszaak.[23]
- In november 2007 onthulde GeenStijl dat een vrouwelijk gemeenteraadslid wethouder Paul Depla in het fietsenhok van het Nijmeegse stadhuis oraal had bevredigd. Dit ontketende discussies in diverse kranten en op tv of het voorval privé was en wel openbaar had mogen worden. Tevens werd het voorval besproken in de gemeenteraad, waarna het raadslid besloot haar zetel op te geven.
- Op 17 april 2008 interviewde Rutger Castricum minister Ella Vogelaar over de spindokter die ze toegewezen gekregen zou hebben, waarop zij dichtklapte. Dit mediaoptreden zorgde er mede voor dat de minister aftrad. De NOS nomineerde dit fragment in 2008 als politiek moment van het jaar waarna het de meeste stemmen kreeg.[24]
- In 2008 schreef Sheila Sitalsing in de Volkskrant onder de kop 'GeenStijlgeneratie bedreigt erop los' dat minderjarigen politici online bedreigen en omschrijft deze groep als "de ongeremde GeenStijlgeneratie, gewend als dat is primair te reageren op alles wat onwelgevallig is." Wegens grievende en tendentieuze berichtgeving dient GeenStijl een klacht in tegen de Volkskrant bij de Raad voor de Journalistiek.[25] De Raad meende dat het voldoende duidelijk is dat er een groep personen met een bepaalde manier van reageren wordt bedoeld en niet specifiek de achterban van GeenStijl, en verklaarde daarom de klacht ongegrond.[26][27]
- In september 2008 publiceerde weblog GeenCommentaar de GeenStijl-checker om het voor webbeheerders mogelijk te maken onwelgevallige reageerders van hun webfora te bannen.[28] GeenCommentaar had hiervoor een database opgebouwd van IP-adressen van bezoekers die afkomstig waren uit de achterban van GeenStijl. GeenCommentaar handelde hiermee in strijd met de privacywet.[29] In een reactie op de checker overvoerde GeenStijl deze vanaf de eigen site met valse IP-adressen.[30]
- In november 2008 meldde GeenStijl dat in een folder in het lespakket 'Dag van het Respect' voor de basisscholen een vergelijking werd gemaakt tussen Hitler en Geert Wilders. In het lespakket werd gesteld dat de film Fitna net als Hitlers Mein Kampf gebaseerd is op eenzijdige ideeën. Het nieuws werd opgepakt door andere media en in de Tweede Kamer volgden Kamervragen.
- In 2009 werd GeenStijl door in kort geding gedwongen een artikel over Wendy van Dijk van de website te verwijderen.[31] Het artikel suggereerde dat Van Dijk (eiseres in kort geding) een (buitenechtelijke) relatie van intieme aard zou hebben met Reinout Oerlemans.[32]
- In 2009 plaatste GeenStijl een link naar de Misdaadmeter van het Algemeen Dagblad en publiceerde het screenshots van de onderzoekscijfers. Het Algemeen Dagblad had de informatie te vroeg online gezet en maakte via de rechter bezwaar tegen de publicatie door GeenStijl. Het verzoek werd grotendeels gehonoreerd en GeenStijl verwijderde de informatie van haar website.[33][34]
- In augustus 2009 publiceerde GeenStijl over de ontdekking van Tweakers.net dat het intranet van de Geassocieerde Pers Diensten via internet bereikbaar was. Hierdoor bleek de complete database met alle contactpersonen van de GPD online te staan,[35] waaronder politici en bekende Nederlanders zoals Erben Wennemars.[36]
- In september 2009 verloor GeenStijl een rechtszaak over een filmpje van een rechtenstudente die intieme privé-details vertelde.[37] GeenStijl werd veroordeeld tot de verwijdering van het betreffende filmpje en de proceskosten.[38] GeenStijl ging hierop in hoger beroep.[39]
- GeenStijl werd in december 2011 gedagvaard door Sanoma Media Netherlands B.V. ten behoeve van Britt Dekker en Playboy International. De zaak werd door GeenStijl in eerste termijn verloren. In het hoger beroep werd GeenStijl door het Hof vrijgesproken van schending van auteursrecht.[40] De zaak leidde tot een arrest van het Europese Hof van Justitie waarin werd bepaald dat het linken naar auteursrechtelijk materiaal dat illegaal online is gezet niet strafbaar is, tenzij dit gebeurt met een winstoogmerk en degene die de link plaatst weet dat het materiaal illegaal online staat.[41][42]
- In juni 2013 kreeg GeenStijl internationale aandacht in de media na een reportage over misstanden in het Europees Parlement. De reportage laat zien hoe de Tsjechische afgevaardigde Miroslav Ransdorf en zijn Italiaanse collega Raffaele Baldassarrena na het inchecken meteen weer vertrokken en zo toch in aanmerking kwamen voor de gebruikelijke vergoeding.[43]
- In mei 2014, tijdens de Europese Parlementsverkiezingen, zette GeenStijl onder de naam 'GeenPeil' (niet te verwarren met het gelijknamige initiatief in 2015/2016) een campagne op om de verkiezingsuitslagen in kaart te brengen. Volgens EU-wetgeving mocht de officiële uitslag, ook in het geval van Nederland, pas drie dagen na de stemming in Nederland - nadat alle andere lidstaten hadden gestemd - bekend worden gemaakt. GeenStijl maakte gebruik van mogelijkheid om de tellingen bij te wonen. 1.442 vrijwilligers bezochten stembureaus in Nederland om de uitslag op te tekenen, waardoor een steekproef van 664.316 personen ontstond.[44] De prognose van GeenPeil kwam dicht in de buurt bij twee andere prognoses, van Peil.nl en van Ipsos.[45]
- In september 2015 organiseerde GeenStijl een handtekeningenactie onder het motto GeenPeil met als doel het laten plaatsvinden van het Nederlands referendum over de Associatieovereenkomst tussen de Europese Unie en Oekraïne. Met 427.939 goedgekeurde verzoeken was het referendumverzoek volgens de Kiesraad geldig. Op 6 april 2016 vond het referendum plaats en was een ruime meerderheid van de uitgebrachte stemmen tegen ratificering van de overeenkomst. Toen het kabinet de uitslag leek te gaan negeren, werd een campagne opgezet met onder andere items op de website van GeenStijl ('Rutte negeert nu al XX dagen het Nee van 6 April') en billboards zoals tijdens het VVD-partijcongres in november 2016.
- Op 9 februari 2017 publiceerde GeenStijl een link naar een tweet met daarin een seksfilmpje van Patricia Paay dat op verzoek van Paay's advocaat weer werd verwijderd.[46] Deze meldde dat het filmpje was gelekt waardoor er enige ophef in de media ontstond. TMG staat op het standpunt dat Paay zelf mede-debet is aan de affaire.[47] Het Openbaar Ministerie vervolgde GeenStijl in een strafrechtelijke procedure, waarbij GeenStijl akkoord ging met een schikkingsvoorstel van 3.000 euro. (Twee twitteraars kregen in 2020 voorwaardelijke straffen opgelegd.)[48]
- In mei 2017 is GeenStijl doelwit van een actie die adverteerders vraagt de website te boycotten vanwege seksistische artikelen en lezersreacties op de website. De actie is onderschreven door honderdveertig vrouwelijke journalisten en publicisten, onder hen columnisten Rosanne Herzberger (NRC), Loes Reijmer (de Volkskrant) en Asha ten Broeke (Trouw).[49]
- In 2018 zorgt GeenStijl met een stemadvies aan haar lezers ervoor dat de vierjaarlijkse online verkiezing voor 'Beste raadslid' platgelegd wordt. Het advies was erop gericht om Rotterdams finalist Nourdin El Ouali niet te laten winnen.[50][51]. De verkiezing werd uiteindelijk gewonnen door Johnas van Lammeren (namens Partij voor de Dieren (PvdD) lid van de gemeenteraad van Amsterdam).[52]
- In februari 2021 verschijnt er een artikel van journaliste Jantine Jongebloed in de Volkskrant waarin zij uit de doeken doet hoe haar naaktfoto's, genomen in 2003 toen zij minderjarig was, van haar computer werden gestolen en online gepubliceerd. GeenStijl pikte het verhaal destijds op en bracht een eigen publicatie uit, inclusief foto's.[53]
- In juli 2021 doen RTL Nederland en Politie Amsterdam, met een appel op respect, een verzoek aan Geenstijl om het filmpje offline te halen van de dan net neergeschoten misdaadjournalist Peter R. de Vries. GeenStijl weigert vanuit het oogpunt van vrije nieuwsgaring en persvrijheid.[54]

In de eerste jaren van het weblog verschenen er regelmatig artikelen en documentaires over GeenStijl in de mainstreammedia, zoals bij Netwerk, B&W (okt. 2004), en Profiel (25 sept. 2007).

## GeenStijl-sociolect
Op de website GeenStijl is een woordgebruik in zwang zoals gebezigd op weblogs zoals Alt0169.com, Volkomenkut.com en Retecool.com, dialecten, straattaal of ander jargon. Enkele neologismen zijn algemeen geaccepteerd en opgenomen in Van Dales Jaarboek Taal 2007. Verder worden netnummers soms gebruikt als plaatsaanduiding, bijvoorbeeld '010' voor Rotterdam, '0031' voor Nederland, en worden soms teksten doorgestreept om geschrapte beweringen toch zichtbaar te tonen.

### Spelling
Een van de kenmerken van het taalgebruik op de website van GeenStijl is het gebruik van alternatieve spellingswijzen. Zo wordt o soms gespeld als eau (heaumeau, feauteau, zeau), e als o (neukon), k als q (neqschot) en ei/ij als ey (geyl). Een spellingswijze die deels is ontstaan op Alt0169.com.

### Grammatica
Het werkwoord doen wordt vaak als hulpwerkwoord gebruikt, vooral in de gebiedende wijs (bijvoorbeeld doe eens ophouden in plaats van houd eens op) en in de derde persoon, met weglating van het persoonlijk voornaamwoord. In dit laatste geval verwijst de schrijver naar zichzelf; met wegrennen doet bedoelt deze ik ren weg.

### Woordenschat
Op GeenStijl verschijnen typische termen en woorden, zowel in de artikelen als in de reacties daarop. Enkele woorden zijn overgenomen in het Nederlands woordenboek van de Van Dale. Hieronder volgen voorbeelden van typisch taalgebruik.
- Aardappel - Apparaat waarmee een video van slechte kwaliteit is gemaakt
- Alu-hoedje - Spottende benaming voor complotdenkers die aluminium hoedjes op hun hoofd te zetten als bescherming tegen gedachtebeheersing.)
- Bontkraagje, Fin, Naffer - Overlastgevende Marokkaan, ook wel 'kutmarokkaan' voor overlastgevende jongere
- Boomklevertje - Persoon die grote kans loopt met zijn auto tegen een boom te rijden door onverantwoord rijgedrag
- Booslim - (porte-manteauwoord) Boze moslim
- Buklaaf - Onderdanig persoon
- Busprikkert - (samenstelling) Palestijnse terrorist die in en rondom Israëlische bussen mensen neersteekt
- Dobbernegert - Bootvluchteling
- Draad - (leenbetekenis) Geheel van reacties onder een artikel (afgeleid van het Engelse 'thread')
- Fap, fappen, *fap fap fap* - (onomatopee) Masturberen
- Ga eens deaud! - (dysfemisme) Verwensing
- Gekkie - Persoon die zich vreemd gedraagt
- Hakbar, Haatbaard - Extremistische moslim
- Handtasje - Homo
- Fijn weekend en ongezien de typhus - Afscheidsgroet
- Huilie huilie doen - Dramatisch doen, iets dramatiseren/overdrijven
- Huilstruik - Persoon die zaken dramatiseert
- Kaalkopje - Extreemrechtse jongere
- Kameelteen, teen - (leenbetekenis) Contouren van schaamlippen die door strakke kleding zichtbaar zijn (afgeleid van cameltoe)
- Klabanus, broekpaling, klavotz, eenogige brilslang - Mannelijk geslachtsdeel
- Kleuterneuqer - (kakofemisme) Pedofiel
- Koppen - Pijnlijk in aanraking komen met een voorwerp. Bijvoorbeeld: Kopt die boom/auto/muur/motor/brommer/paal/trein.
- Kroepoekgriep - COVID-19
- Lichtgetintiër - Persoon met een lichtgetinte huidskleur, meer specifiek: persoon met Arabische of Noord-Afrikaanse afkomst
- Lutser - (afleiding) Samentrekking van loser en prutser
- Paarse broek - (spot- of schimpnaam) Persoon met een creatief beroep of marketingberoep
- Plempen - Reactie plaatsen op het weblog
- Plempsel - Reactie op het weblog
- Ploflim - Moslimterrorist
- Reaguurder - Bezoeker van het weblog die reageert op een artikel
- Reaguursel - Reactie van een bezoeker onder een artikel op het weblog
- Reeten - (anglicisme) afgeleide van het Engelse 'raten'
- Stinkhippie - Linkse demonstrant, kraker
- Stoppen met roken/gestopt zijn met roken - (parabool) Overleden zijn
- Tacohoest - Mexicaanse griep
- Tegel - (leenbetekenis) Online-reactie (afgeleid van het Engelse 'tile')
- Vagijn - Vrouwelijk geslachtsdeel
- Voorbips - (eufemisme) Vrouwelijk geslachtsorgaan[59]
- Wait for it/wacht for it - (Engels/anglicisme) Geeft aan dat de werkelijke actie in een film pas later begint
- Wappie - Coronavirusontkenner/tegenstander van de Coronamaatregelen
- Wegjorissen/weggejorist - (antonomasie) Modereren van reacties (afgeleid van het moderatorpseudoniem Joris von Loghausen)
- Zou d'r doen - Over een vrouw die als aantrekkelijk wordt beschouwd
- Zwitsal - (metonymie) Nieuwe websitebezoeker (afgeleid van het (Zwitsal-)icoontje achter een gebruikersnaam)
- -1 of +1 - Negatieve of positieve waardering (afgeleid van het geven van kudos; GeenStijl had een kudosysteem tot april 2014)
- Zeepjes rapen met Bubba - In de gevangenis zitten
- Zolder, Zolderkamer - Plaats vanwaaruit websitebezoekers zouden reageren

## Trivia
- GeenStijl won vanaf 2004 enkele opeenvolgende jaren verschillende Bloggie-weblogprijzen.
- Chipsproducent Smiths besloot om de naam van een nieuw zoutje door middel van een stemming onder consumenten vast te stellen. De achterban van GeenStijl haakte hierop in, waardoor de chips onder de naam Doritos - Geen Stijl in de handel kwam.